# West Ryder
West Ryder — це міні-альбом британського гурту «Kasabian».

## Трек-лист
1. «Underdog» (radio edit) — 3:53
2. «Fire» — 4:10
3. «Vlad the Impaler» — 4:54
4. «Black Whistler» — 3:41
5. «Me Plus One» (Jacques Lu Cont mix) — 8:33